# Сільвіус фон Франкенберг унд Прошліц
Сільвіус Генріх Моріц фон Франкенберг унд Прошліц (нім. Sylvius Heinrich Moritz von Frankenberg und Proschlitz; 1732, Кройцбург — 1 січня 1795, Остероде) — німецький воєначальник, генерал-майор Прусської армії. Кавалер ордена Pour le Mérite.

## Біографія
Представник знатного сілезького роду. Син оберста Карла Моріца фон Франкенберга унд Прошліца (1698–1767) і його дружини Елеонори, уродженої фон Креквіц. Батько Сільвіуса був командиром кірасирного полку №6, а з 9 березня 1764 року — головним лісником Альтмарка і власником маєтку Єнчдорф.
15 липня 1746 року його було прийнято до Кадетської академії в Берліні. 26 березня 1752 року він вступив до драгунського полку «Рюц» в чині єфрейт-капрала. 20 серпня 1753 року його було підвищено до фенріха. Під час Семирічної війни він брав участь у битвах під Гросс-Єгерсдорфом, Цорндорфом, Торгау та Фрайбергом, а також у битвах під Фербелліном, Майссеном та Клемпіном. У Кернберзі він взяв у полон австрійського фельдмаршал-лейтенанта фон Геммінгена. Він також брав участь в облозі Дрездена, звільненні Кольберга та битві під Шпі. Він також брав участь у наступі на Анклам. Протягом цього часу 11 вересня 1757 року його було підвищено до другого лейтенанта, а 23 грудня 1762 року — до штабскапітана. 1 травня 1771 року він став капітаном і командиром ескадрону, а 8 червня 1772 року — майором. Під час війни за баварську спадщину 6 листопада 1778 року він став командиром полку. 22 травня 1783 року його було підвищено до оберстлейтенанта, а 21 травня 1785 року — до оберста. 18 травня 1790 року він став бригадиром Західнопрусського корпусу. 18 серпня 1790 року його було підвищено до генерал-майора, а 25 вересня 1790 року він став командиром драгунського полку «фон Розенбрух». Він помер 1 січня 1795 року в Остероде.

## Сім'я
Одружився з Елізабет Альбертіною Генрієттою фон Домгардт (1754–1795), дочкою політика Йоганна Фрідріха фон Домгардта. В пари народились 4 дітей:
- Фрідріх Вільгельм Моріц (12 січня 1781 — 23 травня 1843) — старший лісник Ніколайнена, був 4 рази одружений.
- Фрідеріка (14 серпня 1782 — 1857)
- Адельгайд Сільвія (16 липня 1784 — 9 травня 1873) — вийшла заміж за генерал-майора барона Георга Людвіга Фрідріха фон Дальвіга.
- Августа (1785) — вийшла заміж за Леонарда Бертрама фон Лав'єра, державного радника і головного лісника Магдебурга.

## Нагороди
- Pour le Mérite (8 червня 1789)